# ليفينغستون فاراند
ليفينغستون فاراند (بالإنجليزية: Livingston Farrand)‏ هو عالم نفس وعالم إنسان أمريكي، ولد في 14 يونيو 1867 في نيوآرك في الولايات المتحدة، وتوفي في 8 نوفمبر 1939 في مانهاتن في الولايات المتحدة.